# Megaheartz
Megaheartz är en svensk dokumentärfilm från 2023. Den är skapad av Emily Norling. Filmen hade biopremiär i Sverige den 16 februari 2024, utgiven av Folkets Bio.

## Handling
Filmen handlar om fyra kvinnor, en kvinna som inte kan släppa sin före detta. En annan som är övertygad om att hon är en dålig människa och en tredje som tillbringar sin tid ömsom på rehab och ömsom på hotell.

## Medverkande (i urval)
- Emma Broomé
- Bambi Jaquline Ronneklew
- Sofie Bridgeman-Williams
- Emily Norling